# Ministarstvo sigurnosti Bosne i Hercegovine
Ministarstvo sigurnosti Bosne i Hercegovine (srp. Министарство безбједности Босне и Херцеговине) je središnje tijelo Bosne i Hercegovine nadležno za unutarnju sigurnost države. Ministarstvo je utemeljeno Zakonom o Vijeću ministara Bosne i Hercegovine koji je stupio na snagu u prosincu 2002. Trenutni ministar sigurnosti je Selmo Cikotić.

## Nadležnosti
Ministarstvo sigurnosti BiH nadležno je za:
- zaštitu međunarodnih granica, unutarnjih graničnih prijelaza i reguliranje prometa na graničnim prijelazima Bosne i Hercegovine;
- sprječavanje i otkrivanje počinitelja kaznenih djela terorizma, trgovine drogom, krivotvorenja domaće i strane valute i trgovine ljudima i drugih kaznenih djela s međunarodnim ili međuentitetskim elementom;
- međunarodnu suradnju u svim područjima iz nadležnosti Ministarstva (suradnja s Interpolom, Europolom, SELEC-om, MARRI-om itd.);
- zaštitu osoba i objekata;
- prikupljanje i korištenje podataka od značaja za sigurnost Bosne i Hercegovine;
- organizaciju i usuglašavanje aktivnosti entitetskih ministarstava unutarnjih poslova i Brčko distrikta Bosne i Hercegovine u ostvarivanju sigurnosnih zadataka u interesu Bosne i Hercegovine;
- provođenje međunarodnih obveza i suradnju u provođenju civilne zaštite, koordiniranje djelovanja entitetskih služba civilne zaštite u BiH i usklađivanje njihovih planova za slučaj prirodne ili druge nesreće koje zahvaćaju teritorij Bosne i Hercegovine, i donošenje programa i planova zaštite i spašavanja;
- kreira, skrbi se i provodi politiku useljavanja i azila u Bosni i Hercegovini;
- uređuje procedure i način organizacije službe vezano za kretanje i boravak stranaca u Bosni i Hercegovini;
- pružanje podrške policijskim tijelima Bosne i Hercegovine;
- školovanje i stručno usavršavanje kadrova u skladu s potrebama policijskih tijela Bosne i Hercegovine i drugih službi i agencija iz oblasti sigurnosti;
- forenzička ispitivanja i vještačenja.

Prema Zakonu od 13. veljače 2003., Ministarstvo sigurnosti BiH nije imalo četiri posljednje nadležnosti, a umjesto kreiranja, skrbi i provedbe politike useljavanja i azila u Bosni i Hercegovini, Ministarstvo je prema rečenom Zakonu bilo nadležno za provedbu politike useljavanja i azila BiH i uređenje procedure vezano za kretanje i boravak stranaca u BiH. Navedena nadležnost potom je proširena Zakonom od 26. travnja 2004. te je dobila sadašnju formulaciju, a na temelju rečenog Zakona pod nadležnost Ministarstva sigurnosti potpalo je i uređenje procedure i način organizacije službe vezano za kretanje i boravak stranaca u BiH. Konačne nadležnosti Ministarstva sigurnosti BiH određene su Zakonom od 27. travnja 2009.

## Sastav
U sastavu Ministarstva sigurnosti BiH nalaze se Direkcija za koordinaciju policijskih tijela Bosne i Hercegovine, Granična policija Bosne i Hercegovine, Državna agencija za istrage i zaštitu, Agencija za forenzička ispitivanja i vještačenja, Agencija za školovanje i stručno usavršavanje kadrova, Agencija za policijsku podršku i Služba za poslove sa strancima.
Sastav Ministarstva sigurnosti BiH prvotno je uređen Zakonom od 23. svibnja 2006. Rečeni Zakon oredio je da su u sastavu Ministarstva sigurnosti BiH Državna granična služba Bosne i Hercegovine, Državna agencija za istrage i zaštitu, Služba za poslove sa strancima te Ured za suradnju s Interpolom kao samostalna služba. Sadašnji sastav Ministarstva sigurnosti BiH određen je Zakonom od 27. travnja 2009.

## Ministri
| ministar | ministar          | od                 | do                  | stranka | zamjenik     | zamjenik           | od                 | do                 | stranka |
| -------- | ----------------- | ------------------ | ------------------- | ------- | ------------ | ------------------ | ------------------ | ------------------ | ------- |
|          | Bariša Čolak      | 23. prosinca 2002. | 11. siječnja 2007.  | HDZ BiH |              | Dragan Mektić      | 23. prosinca 2002. | 11. siječnja 2007. | SDS     |
|          | Tarik Sadović     | 11. siječnja 2007. | 31. srpnja 2009.    | SDA     |              | Mijo Krešić        | 11. siječnja 2007. | 12. siječnja 2012. | HDZ BiH |
|          | Sadik Ahmetović   | 24. studenog 2009. | 22. listopada 2012. | SDA     |              | Mijo Krešić        | 11. siječnja 2007. | 12. siječnja 2012. | HDZ BiH |
|          | Sadik Ahmetović   | 24. studenog 2009. | 22. listopada 2012. | SDA     | Mladen Ćavar | 12. siječnja 2012. | 31. siječnja 2015  | SDP BiH            |         |
|          | Fahrudin Radončić | 22. studenog 2012. | 29. travnja 2014.   | SBB BiH | Mladen Ćavar | 12. siječnja 2012. | 31. siječnja 2015  | SDP BiH            |         |
|          | Dragan Mektić     | 31. siječnja 2015. | 23. prosinca 2019.  | SDS     |              | Mijo Krešić        | 31. siječnja 2015. | 23. prosinca 2019. | HDZ BiH |
|          | Fahrudin Radončić | 23. prosinca 2019. | 2. lipnja 2020.     | SBB BiH |              | Vladimir Mijatović | 23. prosinca 2019. | 2. lipnja 2020.    | SPRS    |
|          | Selmo Cikotić     | 23. srpnja 2020.   | trenutno            | SDA     |              | Nedeljko Jović     | 23. srpnja 2020.   | trenutno           | SPRS    |